# Bumetopia uniformis
Bumetopia uniformis là một loài bọ cánh cứng trong họ Cerambycidae.